# Literarische Wertung
Literarische Wertung ist die Beurteilung literarischer Gegenstände. Dabei wird Wertung vollzogen als soziales Handeln einer Subjektinstanz, das einem literarischen Gegenstand (in der Regel einem literarischen Werk) in Abhängigkeit von bestimmten Wertmaßstäben und abhängig von situativen und anderen Zuordnungsvoraussetzungen, einen Wert zuordnet.
Literarische Gegenstände werden dabei auf einem Kontinuum zwischen „wertvoll“ und „wertlos“ eingeordnet, wobei die verwendete Wertsprache viele Facetten und auch Zwischentöne annehmen kann. Die Einordnung steht dabei in direktem Zusammenhang mit unterschiedlichen potentiellen Zielen und Motiven des sozialen Handelns (neben fachlicher Kategorisierung z. B. auch Sicherung von Anschlusskommunikation, Renommeegewinn, Unterstützung anderer). Literarische Wertung kann als Wertungshandlung verbal, insbesondere schriftlich, aber auch non-verbal und multimodal vollzogen werden.
Generell sind die beim Werten in Anschlag gebrachten Wertmaßstäbe und deren spezifische Zuordnung in der einzelnen Wertungshandlung abhängig von relativ konstanten individuellen und überindividuellen Schemata des Wissens und der Motivation, die in manchen Kontexten auch als Geschmack bezeichnet werden.
Literarische Wertung ist explizit zu finden in Beiträgen der professionellen Literaturkritik, aber auch der Literaturwissenschaft, die in der Regel auf historisch veränderliche Poetiken und literarische Kanones bezogen sind. Im Zuge der Digitalen Transformation wurde die Rolle der literarischen Wertung im Rahmen einer Laienkritik in den Sozialen Medien zum Beispiel auf Plattformen wie LovelyBooks, Goodreads, Amazon, TikTok und Youtube, immer wichtiger. In der literaturwissenschaftlichen Wertungsforschung werden soziale Funktionen und Wertmaßstäbe literarischer Wertung vor diesem Hintergrund neu diskutiert.

## Begriffsklärung

### Wertung und Literatur
Der Begriff der literarischen Wertung wird von Heydebrand und Winko (1996) definiert als »eine Handlung, in der ein Subjekt in einer konkreten Situation aufgrund von Wertmaßstäben (axiologischen Werten) und bestimmten Zuordnungsvoraussetzungen einem Objekt Werteigenschaften (attributive Werte) zuschreibt« (S. 39).
Heydebrand und Winko machen deutlich, das Wertungshandlungen immer Zuschreibungen sind, der Wert also nicht essenziell beim Objekt schon vorliegt. Gleichzeitig sind diese Zuschreibungen aber durch überindividuelle Schemata bzw. Wertmaßstäbe, die gewohnheitsmäßig an literarische Texte herangetragen werden, erklärbar.
- Wertung im Diskurs der Literaturkritik ist eine Beurteilung literarischer Gegenstände, die in der Regel auch eine Handlungsempfehlung «Kauf/Nichtkauf» oder «Rezeption/Nichtrezeption» beinhaltet.
- Wertung im Diskurs der Literaturwissenschaft ist eine Beurteilung literarischer Gegenstände, die in der Regel eine Handlungsempfehlung «(Weiter-)Kanonisierung/Nichtkanonisierung» beinhaltet.

Zugrunde liegen der Wertung Annahmen über bestimmte Funktionen, die Literatur haben sollte. Dazu gehören z. B. Formen und Strukturen, Wirkung, aber auch die Repräsentation von gesellschaftlichen Themen.
Literaturwissenschaftliche Wertung ist stark beeinflusst von Poetiken (Regelkatalogen/Konzeptionalisierungen) und natürlich von der Grunddefinition von «Literatur» innerhalb der Gesellschaft. Daher hat sich um 1800 ein grundlegender Wandel in den Wertmaßstäben vollzogen, die Wertung zugrunde liegen.
Wertungshandlungen haben Objekte (literarische Gegenstände) und Subjekte (Leser; Rezensent; Literaturwissenschaftler).
Wichtige Einflussfaktoren der literarischen Wertung sind konkrete situationelle Kontexte, in deren Rahmen Zuordnungsvoraussetzungen die Aktualisierung von Wertmaßstäben jeweils bedingen. Hier sind potenziell persönliche, literatur-historische, politische, soziale, emotionale (und weitere) Faktoren in Interaktion am Werk. Man denke nur an unterschiedliche Poetiken, die den Wert von Literatur und bestimmte Schreibweisen historisch regeln, ebenso wie Genres, die Wertungshandlungen vorstrukturieren, und natürlich die grundlegende Definition von „Literatur/literarisch“, in der gegebenenfalls „autonome“ (Kunst als Selbstzweck) und „heteronome“ (Kunst mit externen Zwecken wie Überzeugung, Bildung, Genuß, Ritual) Vorstellungen konfligieren.
Obwohl Wertungshandlungen immer auch subjektiv sind, können sie in der Regel jedoch auf konventionalisierte Schemata bezogen werden.

#### Kanon
Das Wort „Kanon“ bedeutet Maßstab oder Regel und bezeichnete früher Zusammenfassungen verschiedener Art. Die Kanon-Forschung begann in der Literaturwissenschaft erst in den 1960er Jahren. Der Kanon heute ist eine Zusammenstellung von besonders lesenswerten oder kulturell wichtigen Werken auf einem bestimmten Gebiet.
„Zusammenstellung als exemplarisch ausgezeichneter und daher für besonders erinnerungswürdig gehaltener Texte; ein aus einem bestimmten Gebiet als verbindlich geltendes Textcorpus“
Der Kanon ist eine Zusammenstellung von Texten, die zu einer bestimmten Zeit die wichtigsten für die Bildung in einem Land waren. (S. 224)
„Als Kanon in diesem Sinne ist ein Korpus von Texten aufzufassen, an dessen Überlieferung eine Gesellschaft oder Kultur interessiert ist.“ (S. 9)
Prämissen der Kanonbildung:
(1) Kein Mensch kann alle Texte lesen.
(2) Menschen tendieren zu sinnvoll besetztem Handeln. Aus einer größeren Menge wird nach Wichtigkeit ausgewählt (S. 12)
Ein Kanon kann von verschiedenen Institutionen erstellt werden, wie z. B. Journalisten oder auch Verlage.

#### Poetik
In der heutigen Zeit handelt es sich bei der Poetik um die Lehre von der Dichtkunst. Sie ist ein Teilbereich der Literaturwissenschaft und der Ästhetik.
Zugrunde liegt als substantiviertes Adjektiv griech. ποιητικός [poietikós] ‚schaffend‘, ‚dichterisch‘, zu ποιεΐν [poieín] ‚machen‘, ‚dichten‘; geläufig in der Verbindung ποιητική τέχνη [poietiké téchne] ‚erstellende Kunst’ (z. Β. Aristoteles, ‚Nikomachische Ethik‘ 6,4), dann auch für dichterische Fertigkeit, Kunst’; als selbständiges Substantiv ποιητική [poietiké] ‚Dichtkunst‘ schon bei Piaton (,Gorgias’ 57, 502c) und in der ‚Poetik‘ des Aristoteles (1,1) verwendet. Ins Lat. übernommen als Ars poetica (so mindestens seit Quintilian als übliche Kurzbenennung für die ‚Epistula ad Pisones‘ von Horaz) und substantivisch als poetica (Cicero, ‚Tusculanae disputationes‘ 1,3) und poetice (Varrò, ‚De lingua latina‘ 7).
Im bildungs- wie im fachsprachlichen Gebrauch trifft man beim Ausdruck Poetik auf ein ungewöhnliches Ausmaß von Vieldeutigkeit. Oft wird er im gleichen Sinne wie der Begriff der Literaturtheorie oder auch der literarischen Ästhetik verwendet, betrifft aber seiner Tradition nach eigentlich einen engeren Bereich. Zusätzliche Ambiguitäten ergeben sich durch die systematische Mehrdeutigkeit von allgemeinem ‚type‘ („die Geschichte der Poetik“) und einzelnem ‚token‘ („meine Poetik“) bzw. von abstraktem Fachgebiet („Fragen der Poetik“) und konkretem Fachbuch („in einem Jahr erschienen drei Poetiken“). In jüngster Zeit zeichnet sich überdies eine Ausweitung über den sprachlich-literarischen Bereich hinaus ab: etwa im Sinne des neuen Konzepts von ‚Kulturpoetik‘.

#### Interpretation
Unter einer Interpretation (lat. = Erklärung, Auslegung) wird in der Literaturwissenschaft eine Auslegung, Erklärung oder Deutung von literarischen Texten definiert. Dabei wird einem Text eine gewisse Bedeutung zugeschrieben, welche innerhalb der Interpretation versucht wird zu erklären. Der Prozess, der eine Interpretation als Ergebnis hat, nennt sich Interpretieren.
Folgende Merkmale sind typisch für eine Interpretation:
1. Eine Interpretation bezieht sich auf einen literarischen Text (Bsp. Gedicht, Kurzgeschichte etc.). Der Interpret/die Interpretin bezieht sich nur auf den literarischen Gegenstand und versucht deswegen nicht textexterne Informationen, beispielsweise im Hinblick auf den Autoren/die Autorin, zu gewinnen.
2. Bei einer Interpretation wird sich immer auf einen ganzen Text bezogen und nicht nur auf einzelne Wörter. Der Versuch nur einzelne Wörter eines Textes zu erklären, wird nicht als Interpretation verstanden.
3. Jede Interpretation sollte mehr als die bloße Wiedergabe des Inhalts des betreffenden Textes beinhalten. Wenn nur der Inhalt wiedergegeben wird, handelt es sich nicht um eine Interpretation, sondern nur um eine Inhaltsangabe.
4. Bei einer Interpretation handelt es sich nicht um eine subjektive Meinungsäußerung, sondern der Verfasser/die Verfasserin einer Interpretation sollte sich immer an objektiven Kriterien orientieren.

In der Literaturtheorie ist allerdings umstritten, ob das erste Merkmal obligatorisch ist. So wird in einigen Interpretationen nicht nur mit dem Text gearbeitet, sondern auch mit textexternen Informationen, die bei der Interpretation berücksichtigt werden.

### Wertmaßstab
Ein Wertmaßstab ist ein Maßstab oder Kriterium, mit dessen Hilfe der ideelle oder tatsächliche Wert einer Sache bestimmt werden kann. An Wertmaßstäben orientieren sich auch literarische Wertungen, siehe Wertung.
Für literarische Texte ist das Bestimmen von ideellen oder tatsächlichen Werten komplexer als beispielsweise in klar messbaren Bereichen der Wissenschaft. Bei der Wertung von Literatur durch Akteure können in der Regel Werte auf unterschiedlichen Ebenen identifiziert werden, welche komplex ineinander verzweigt sind. Ein Beispiel für solche Wertmaßstäbe sind die axiologischen Werte nach Heydebrand und Winko (1996). Hier werden Wertmaßstäbe für unterschiedliche Wertkategorien (wie beispielsweise relationale Werte oder wirkungsbezogene Werte) benannt, welche jeweils bestimmte potenziell relevante Dimensionen von Wertungshandlungen beschreibbar machen.

### Werturteil
Wertmaßstäbe, verstanden als Werthaltungen, sind eigentlich Sache der Sozialpsychologie, genauer der Motivationspsychologie. Werte sind nämlich eine der wichtigsten Faktoren, die unser Verhalten antreiben, strukturieren und uns überhaupt zu Individuen und Teilen von sozialen Gruppierungen werden lassen.
(Literarische) Werthaltungen werden in der (literarischen) Sozialisation erworben, sie sind relativ stabil, sowie zentral (also wichtig für das Subjekt / Gruppen) und haben kognitive wie emotionale Komponenten. Es handelt sich um Präferenzmodelle, das heißt situationsübergreifende Schemata, die es Subjekten ermöglichen, bestimmten literarischen Objekten den Vorzug vor anderen zu geben.
Werthaltungen sind nicht zwangsläufig bewusst. Sie steuern Handlungen und/oder lösen sie aus. Man kann also davon ausgehen, dass die ureigenen Wertmaßstäbe, die uns zu eigenständigen und sozial verbandelten Individuen machen, auch in der Wertung von Literatur zum Tragen kommen.

### Axiologische Werte zur Beurteilung literarischer Texte (nach Heydebrand und Winko)
Heydebrand und Winko haben einen schematischen Überblick über die Maßstäbe, die für Literaturbewertungen herangezogen werden, in verschiedene Kategorien unterteilt. Sie unterscheiden zwischen Ästhetizität/Literarizität und wirkungsbezogenen Werten.
Zur Asthetizität/Literarizität zählen sie formale, inhaltliche und relationale Werte.
Zu den formalen Werten zählen Selbst- und Wirklichkeitsreferenz sowie Polyvalenz vs. Eindeutigkeit, Stimmigkeit, Komplexität oder Einfachheit, aber auch ästhetische und rhetorische Gestaltung der Sprache, Deutlichkeit und die Schlichtheit oder aber der Schmuck der gewählten Sprache. Zu den inhaltlichen Werten zählen sie Moralität, Gerechtigkeit, Humanität und Gesellschafts- und Kulturkritik, die der Text vermitteln möchte. Die relationalen Werte unterscheiden vor allem, inwieweit der Text innovativ ist oder traditionell bleibt, wie angemessen und wirklichkeitsnah der Text ist. Ist er authentisch? Inwieweit begeht er Normbrüche oder bleibt er bei bereits Bewährtem?
Zu den wirkungsbezogenen Werten gehören kognitive, praktische, gesellschaftliche und individuelle Werte.
Als kognitive Werte beschreiben Heydebrand und Winko Wissensvermittlung, Memorabilität sowie die Reflexion und Revision verschiedener Themen. Praktische Werte werden mit Handlungsorientierung, sittlicher Belehrung und Sinnstiftung ebenfalls als weiterbildend und belehrend beschrieben. Gesellschaftliche Werte unterteilen sich unter anderem in ökonomische Werte, Prestigewert und kommerziellen Gewinn. Auch den Status eines Werkes im Kanon könnte man hier auflisten. Die individuellen Werte werden noch einmal in affektive Werte und hedonistische Werte aufgespalten. Affektive Werte sind die ausgelösten Gefühle, die bei der bewertenden Person ausgelöst werden, so etwa Rührung oder Gleichmut, Identifikation mit oder Distanz zu Charakteren. Die hedonistischen Werte treffen Aussage über den Unterhaltungswert, so werden Spannung, Betroffenheit, Harmonie oder Freude am Werk beschrieben.

### Laienkritik
Unter dem Begriff Laienkritik versteht man eine Literaturkritik durch ungeübte, nicht darin ausgebildete Leser, zum Beispiel auf Websites wie Lovelybooks. Es findet eine Wertung statt, die aber nicht in „offiziellen“ Medien stattfindet wie zum Beispiel dem Feuilleton. Die Kritiker sind „Leser ohne professionelle Schreiberfahrungen und Ausbildungen“ (Anz 2010), wodurch sie den Gegenstandsbereich der Literaturkritik vergrößern (vgl.).
Das Ausüben von Laienkritik wird durch das Internet erleichtert (vgl. S. 59) und zu einem „Massenphänomen“ und einer „ernsthaften Alternative zur professionellen Kritik“ (vgl., zit. n. Pfohlmann). Dort können Kunden an der öffentlichen Meinungsbildung teilhaben (vgl. S. 59), wodurch eine Demokratisierung der Kommunikation über Literatur stattfindet (vgl. S. 62 ). Dadurch, dass jeder Leser mittlerweile seine Bucheinschätzungen veröffentlichen und so ein großes Publikum erreichen kann (vgl.), gibt es andere Genres als zum Beispiel im Feuilleton. Die meisten Laienkritiker spezialisieren sich auf Trivial- oder Genreliteratur wie z. B. Science Fiction und Fantasy, die im Feuilleton keine Beachtung finden (vgl. ). Dabei ist die Autorenschaft der Kritiken häufig anonym, sodass die Expertise unbekannt ist, die Kundenrezensionen nicht gleich Laienrezensionen sind (vgl. S. 59) und sehr unterschiedliche Qualitäten aufweisen (vgl. S. 62).
Die Textkomponenten einer Laienrezension bestehen häufig aus dem “Bemühen um Selbstdarstellung” (S. 65), dem “Thematisieren des eigenen Leseerlebens” (ebd.), dem “Bewerten im Hinblick auf den Inhalt” (ebd.) und schließlich dem “Beanspruchen von Meinungsführerschaft bzw. Geschmacksautorität” (S. 66). Üblicherweise wird dabei zuerst der Buchinhalt wiedergegeben und dann die subjektiven Leseerfahrungen (vgl. S. 65). Dabei findet häufig eine Textmustermischung statt (vgl. S. 66) sowie eine “Einordnung in werkübergreifende Zusammenhänge” (S. 67). Meist werden die Laienrezensionen stark durch wirkungspsychologische Kriterien beeinflusst, sodass sich die Rezensionsleser aussuchen können, an welchen Rezensionen sie sich orientieren wollen (vgl. S. 66).
Laienrezensionen sollen anderen Lesern Orientierung durch Empfehlen oder Abraten geben (vgl. Stein 2015, S. 68), was “das gesellschaftliche Bedürfnis nach Kommunikation über […] Literatur befriedigt” (S. 69).
Laut professionellen Literaturkritiker ist die Laienkritik unzureichend (vgl. S. 63), auch die Linguistik verweist auf einen potenziellen Qualitätsverlust (vgl. S. 64). Andere Leser kritisieren ebenfalls Laienrezensionen (vgl. S. 64), häufig hat diese Kritik einen dialogischen Charakter (vgl. S. 69).
Die Probleme der Laienkritik werden an verschiedenen Aspekten festgemacht. Die Bewertung verschiebt sich auf das persönliche Erleben der Kritiker (vgl. S. 71), durch die Intransparenz verlieren die Kritiken an Glaubwürdigkeit (vgl. S. 72), wodurch wiederum die Qualität der Literaturkritik leidet (vgl.). Außerdem gibt es ein “Anonymitätsproblem”, wie weiter oben bereits ausgeführt wurde. Schließlich werden die Laienkritiken auch strategisch für die Erhöhung von Verkaufszahlen genutzt (vgl. S. 74).